# Siobhán McCarthy
Pour les articles homonymes, voir McCarthy.
 (octobre 2024).
Pas d'image ? Cliquez ici

a Compétitions nationales et continentales officielles uniquement.

b Matchs officiels uniquement.
Dernière mise à jour le 14 octobre 2024.
Siobhán McCarthy, née le 5 septembre 1995, est une joueuse internationale irlandaise de rugby à XV évoluant aux postes de pilier ou deuxième ligne.

## Biographie
Siobhán McCarthy naît le 5 septembre 1995. Elle joue au club des Worcester Warriors (en) jusqu'en 2023 et pour la province du Munster.
Elle est sélectionnée pour la première fois sous les couleurs de l'Irlande lors du WXV 2024 au Canada.